# シニード・キューザック
- シネイド・キューザック
- シニード・キューザック

シニード・キューザック（Sinéad Cusack、1948年2月18日 - ）は、アイルランド出身の女優。

## 来歴
ダブリン県Dalkey出身。父親は俳優のシリル・キューザック。姉妹のソーチャ、ニーヴ、キャサリンも女優。

### 夫と子供
1978年に俳優のジェレミー・アイアンズと結婚し、息子が2人いる。結婚前に未婚で生み、養子に出した息子がいるが、2007年になってその息子は政治家のリチャード・ボイド・バレットであることが判明した。以降、親子は和解している。2007年にボイド・バレットがアイルランド総選挙に連帯＝利益より人をの候補として出馬した際には、キューザックも選挙運動に参加した。彼女はまた、2011年アイルランド総選挙の際に当落結果を開票集計センターで待っていたボイド・バレットに合流している。ボイド・バレットは2011年よりドイル・エアランの現職議員である。

## 主な出演作品

### 映画
| 公開年 | 邦題 原題                                                | 役名                             | 備考       |
| ------ | -------------------------------------------------------- | -------------------------------- | ---------- |
| 1969   | アルフレッド大王 Alfred the Great                        |                                  |            |
| 1971   | 地獄の私刑・黒い欲望の報酬 Revenge                       | ローズ                           |            |
| 1977   | Oh!外人部隊 The Last Remake of Beau Geste                | イザベル・ジェスト               |            |
| 1980   | 十二夜 Twelfth Night                                     | オリヴィア                       | テレビ映画 |
| 1988   | ジブラルタル号の出帆 Rocket Gibraltar                    | アマンダ・ロックウェル（ビリー） |            |
| 1992   | 秘密 Waterland                                           | メアリー・クリック               |            |
| 1993   | ルナティック・ラブ/禁断の姉妹 The Cement Garden          | 母親                             |            |
| 1993   | 尼僧の恋/マリアの涙 Storia di una capinera               | マチルダ                         |            |
| 1994   | レタッチ 裸の微笑 Uncovered                              | メンチュー                       |            |
| 1996   | 魅せられて Stealing Beauty                               | ディアナ                         |            |
| 1998   | ネフュー The Nephew                                      | ブレンダ                         |            |
| 2000   | 薔薇の眠り Passion of Mind                               | ジェシー                         |            |
| 2005   | Vフォー・ヴェンデッタ V for Vendetta                     | デリア・サリッジ                 |            |
| 2007   | イースタン・プロミス Eastern Promises                    | ヘレン                           |            |
| 2009   | 汚れなき情事 Cracks                                      | ミス・ニーヴェン                 |            |
| 2012   | タイタンの逆襲 Wrath of the Titans                       | クレア                           |            |
| 2014   | アサイラム 監禁病棟と顔のない患者たち Stonehearst Asylum | ミセス・パイク                   |            |
| 2023   | ナポレオン (2023年の映画) Napoleon                       | マリア・レティツィア・ボナパルト |            |

### テレビシリーズ
| 放映年 | 邦題 原題                            | 役名             | 備考         |
| ------ | ------------------------------------ | ---------------- | ------------ |
| 2010   | ザ・ディープ 深海からの脱出 The Deep | メグ・シンクレア | ミニシリーズ |
| 2011   | CAMELOT 〜禁断の王城〜 Camelot       | シビル           | ミニシリーズ |